# لیس
شهر لیس  در بخش اربرگ در ایالت برن در کشور سوئیس واقع شده‌است که ۱۰٬۸۰۰ نفر جمعیت دارد.